# تپه پال آو
تپه پال آو مربوط به دوره اشکانیان - دوره ساسانیان - دوره ایلخانی است و در شهرستان سرپل ذهاب، بخش مرکزی، دهستان حومه، ۲ کیلومتری شمال شرق روستای دستک سفلی واقع شده و این اثر در تاریخ ۱۸ اسفند ۱۳۸۷ با شمارهٔ ثبت ۲۴۸۶۵ به‌عنوان یکی از آثار ملی ایران به ثبت رسیده است.